# Faro di Cesenatico
Il faro di Cesenatico è un faro attivo situato a sud-ovest dell'ingresso al porto canale di Cesenatico, Emilia-Romagna sul mare Adriatico.

## Architettura
Il faro, costruito nel 1892, è costituito da una casa del custode con rifiniture gialle e bianche a 2 piani; e dalla torre, alta 3 metri, dotata di balcone e lanterna. La lanterna, dipinta di bianco con la cupola di grigio metallizzato, è posizionata a 18 metri sul livello del mare ed emette due lampi bianchi in un periodo di 6 secondi, visibile fino a una distanza di 15 miglia nautiche (28 km). Il faro è completamente automatizzato e gestito dalla Marina Militare con il codice identificativo 4028 EF.